# Racisme a l'Argentina

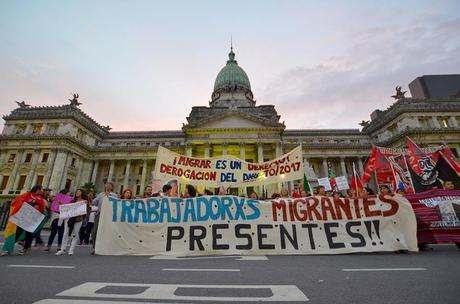
Protesta contra la xenofòbia en l'àmbit laboral al davant del Congrés de l'Argentina l'any 2017.

A l'Argentina han existit i existeixen conductes de discriminació relacionades amb les característiques ètniques o l'origen nacional de les persones. Al seu torn, la discriminació de tipus racista sol estar íntimament relacionada amb conductes de discriminació per causes socioeconòmiques i polítiques.
S'han difós termes i conductes per discriminar a certs grups de la població, especialment a aquells denominats «negros», un grup que a l'Argentina no es troba clarament definit, però s'associa, encara que no exclusivament, amb persones pertanyents a la classe baixa, pobres i, més recentment amb la delinqüència. També s'han desenvolupat termes i actituds de tipus racista, xenòfob i despectiu per dirigir-se als immigrants. Antigament, «gallego» (gallec), «tano» (italià) i «ruso» (rus) posseïen connotacions pejoratives, que encara continuen en els «acudits de gallecs» en el primer cas i en els insults antisemites, en l'últim.
Actualment es diu «bolita» al bolivià, «chilote» al xilè, «paragua» al paraguaià, «peruca» al peruà, «yorugua» a l'uruguaià, «mexica» (femení) i «mexicón» (masculí) als mexicans i «boliguayo» per referir-se en general a immigrants dels dos països que limiten al nord amb Argentina (Bolívia i Paraguai), com a termes despectius per referir-se als immigrants d'origen llatinoamericà. No obstant això, aquests termes ―igual que «negro» i amb excepció de «boliguayo»― no sempre són despectius i poden ser usats afectivament entre amics o familiars. L'antisemitisme existeix també a l'Argentina, en un marc influït per la gran immigració de jueus i la presència d'una extensa comunitat i d'un relativament ampli mestissatge dels jueus amb altres grups de la població.
En molts casos, s'han «racialitzat les relacions socials», i simplement es fa servir el terme «negro» per denominar al treballador, obrer, etcètera... sense cap relació amb el color de la seva pell. En les relacions laborals és habitual, entre les persones que posseeixen càrrecs d'importància en empreses, referir-se als treballadors de l'empresa com els «negros». També en la vida política és habitual utilitzar la paraula «negros» per part de certs grups per referir-se despectivament als simpatitzants del peronisme.
Existeix una àmplia discussió sobre l'abast de les conductes racistes a l'Argentina. Mentre alguns sectors sostenen que es tracta de comportaments inofensius o marginals rebutjats per pràcticament la totalitat de la població, altres sectors sostenen que el racisme és un fenomen estès i expressat de molt diverses maneres. Alguns grups afirmen també que les eventuals conductes racistes a l'Argentina no es diferencien de les quals es presenten en els altres països del món, mentre que uns altres sostenen que el racisme a l'Argentina té algunes particularitats en les maneres en què es presenta, relacionades amb la història, la cultura i els grups ètnics que interaccionen.
El 1995, la llei 24515 va crear l'Institut Nacional contra la Discriminació, la Xenofòbia i el Racisme (INADI).
Parlant sobre la persistència del discurs racista al món, el lingüista neerlandès Teun A. van Dijk, ha sostingut que:
| «               | L'Argentina, tant en la seva història com en l'actualitat, mostra moltes formes de racisme, des de la discriminació d'indígenes i africans i el racisme generalitzat contra els « cabecitas negras » fins al tracte dispensat als immigrants pobres dels països llatinoamericans propers. D'altra banda, també hi ha una consciència antiracista i grups, organitzacions i científics que s'oposen al racisme quotidià. | » |
| — Teun van Dijk | |   |

## Termes racistes
A l'Argentina s'utilitzen una sèrie de termes amb una certa intencionalitat discriminatòria, que conforma una manera especial de racisme. Si bé aquests termes estan «inspirats» en una intenció racista, la majoria d'ells es fa servir sense referència a la raça d'una persona; en general, aquestes paraules descriuen alguna actitud o acció, amb un significat que depèn del context i dels interlocutors. Els defensors del políticament correcte ignoren sistemàticament la versatilitat de la llengua, que permet que una paraula sigui utilitzada per a diferents elements. Encara usada en forma discriminatòria, la paraula «negro» no es refereix, generalment, a la població fenotípicament africana, d'ínfima (però creixent) presència al país, que dona origen a la frase «a l'Argentina no hi ha negres».
És clar que els insults racials cap a grups susceptibles a ells són reprotxables i contraris al desenvolupament civilitzat de la societat, però la llibertat d'expressió que és tan important per a aquesta permet que un grup d'interlocutors pronunciï aquestes paraules lliurement, amb el sentit que desitgi, mentre que no impliqui violència verbal o física cap a una persona o grup de persones.

### «Negro» i «negra»
La utilització de la paraula «negro» i «negra» en forma despectiva està àmpliament difosa a Argentina, en gairebé tots els grups socials, fins i tot en aquells que reben el malnom despectiu de «negro» o «negra» per part d'altres grups.
Paradoxalment, la mateixa ideologia racista argentina que sosté que «a l'Argentina no hi ha negres» utilitza la paraula «negres» per denominar a una massa majoritària de la població integrada per treballadors, pobres, migrants interns, immigrants llatinoamericans, indígenes, sense massa distinció.
Víctor Ramos, president de SOS Internacional, respon d'aquesta manera a la pregunta d'un periodista sobre quins són els actes de racisme que es cometen més habitualment a l'Argentina:
| «              | Jo diria que el més quotidià i el que veiem més freqüentment nosaltres, té a veure amb un racisme cap al crioll. És a dir, cap al també denominat «cabecita negra» o «morocho». Moltes vegades sol dir-se que a l'Argentina no hi ha racisme perquè no hi ha negres... però aquí es discrimina molt a la persona que té la pell fosca i fins i tot a l'aborigen que té un color de pell més bru... això succeeix en forma parella en totes les províncies del nostre país. | » |
| — Víctor Ramos | |   |

En 1996 durant un viatge diplomàtic als Estats Units, quan li van preguntar sobre la població negra de l'Argentina el president Carlos Menem va respondre:
| « | A l'Argentina no existeixen els negres; Argentina no té aquest problema. | » |

Ariel Armony, un argentí resident al Canadà, on dirigeix el Goldfarb Center, dins del Colby College, ha cridat l'atenció en 2008 sobre la gravetat del racisme a l'Argentina i les divisions socials que això comporta:
| «              | No és nou que es parli despectivament dels «negros» al nostre país. Ho he escoltat a la meva casa, al club, a l'escola. El que sí és nou és que s'identifiqui públicament als «blancos» com a responsables, o almenys còmplices, de la injustícia social. L'Argentina intenta seguir vivint la il·lusió de ser un país racialment homogeni, majorment europeu i, per tant, blanc, on la discriminació no existeix... No puc creure que una persona amb un mínim de dignitat i contacte amb la realitat pugui dubtar que l'Argentina és un país en el qual les divisions entre «blancos» i «negros» (per més difícil que sigui distingir de vegades entre uns i uns altres) són reals i tangibles. | » |
| — Ariel Armony | |   |

El significat racista del terme «negro» moltes vegades és utilitzat en forma genèrica per sectors de classe mitjana o alta per referir-se de manera despectiva a les classes baixes i marginals, independentment dels seus trets racials. El prejudici discriminatori d'aquests sectors no reconeix barreres generacionals, ja que passa de pares a fills sense que la formació humanística que reben els més joves des de les institucions educatives faci quelcom efectiu per revertir-ho.
És necessari dir que també existeix un ampli ús del terme «negro» i «negra» amb un significat absolutament fratern i freturós de tota intenció discriminatòria. És un sobrenom molt comú entre amics i familiars. Per exemple, els admiradors de la famosa cantant Mercedes Sosa, la nomenen afectuosament com «La Negra».

#### Derivacions
«Grone» («negro», a l'inrevés) també és un terme racista d'àmplia utilització a l'Argentina, especialment a Buenos Aires. Es tracta d'una paraula del lunfardo del Riu de la Plata que consisteix a pronunciar les paraula invertint les síl·labes. Un «grone» no és necessàriament una persona negra, ni de pell fosca, és una persona a la qual es menysprea per la seva condició social, sovint un treballador o fill d'aquest, pertanyent a la classe baixa o mitja baixa. Pot dir-se-li «grone» també a una persona de pell, cabell i ulls clars, si pertany a la classe baixa o expressa gustos culturals populars. Més recentment ha començat a ser habitual, en aquest tipus de racisme, associar la condició de «grone» a la delinqüència.
«Groncho», és un terme obertament racista, àmpliament utilitzat a l'Argentina i l'Uruguai, que deriva d'una corrupció de la paraula «negro». Derivat de «groncho», es fa servir «gronchada», per referir-se a un acte desagradable. Per exemple, una persona pot dir que un parell de pantalons que no li agraden són «una gronchada», al·ludint al fet que és un estil que podria ser utilitzat per un «groncho». De totes maneres, el significat racista d'aquesta paraula és dubtós, doncs es fa servir per referir-se a quelcom ridícul o grotesc, sense connotacions racials. És una paraula sorgida en la segona meitat de la dècada del 1970 En la dècada del 1980 es va realitzar un reeixit «sketch» televisiu, dins del programa Matrimonios y algo más, que es va denominar «El groncho i la dama», protagonitzat per Hugo Arana i Cristina del Valle. Es tractava d'un «sketch» satíric en el qual un treballador mecànic estava casat amb una dama de classe alta, que ho denominava «groncho» i se sentia seduïda per la capacitat sexual de l'obrer (un altre mite racista).
«Negrada» és un terme àmpliament utilitzat a Argentina i Uruguai i un dels seus significats racistes és idèntic a «gronchada», per exemple, «la pelea de anoche fue una negrada» (la baralla d'anit va ser una negrada), o «ese colegio es una negrada» (aquest col·legi és una negrada). També es fa servir com a substantiu col·lectiu amb un sentit despectiu per referir-se a un grup de persones al·ludides com a «negros», encara que no ho siguin. Un exemple d'aquest ús és ofert pel pianista argentí Miguel Ángel Estrella, en recordar els interrogatoris que ell va sofrir a l'Uruguai quan va ser detingut-desaparegut durant l'última dictadura militar en el marc de l'Operació Còndor:
| «                       | Ell manejava els interrogatoris. Em deia: «Tu mai més vas a tocar el piano. Perquè tu no ets guerriller, però ets alguna cosa pitjor: amb el teu piano i el teu somriure et fiques a la negrada en la butxaca i els fas creure als negres que poden escoltar a Beethoven». | » |
| — Miguel Ángel Estrella | |   |

### «Indio»
La paraula «indio» (indi) és comuna en la parla quotidiana argentina. Té i va tenir una càrrega racista molt menor que la paraula «negro». Fins i tot des de fa algunes dècades existeix un ampli corrent cultural que ha impulsat el nomenament dels fills amb noms indígenes, com Ayelén, Maitén, Lautaro, Nehuen, Pacha, Itatí, obligant fins i tot a l'Estat argentí a reformar les lleis que prohibien l'ús de noms indígenes.
No obstant això en certes oportunitats existeix una càrrega lleument racista en l'ús del terme. Per exemple, la frase «nens, semblen uns indis!», encara que ja en cert desús, s'entén clarament com a «bruts» o «desordenats» o també les frases com «yo de pendejo era re indio» (jo d'adolescent era molt indi) o «mi hermanito es un indio» (el meu germanet és un indi) són encara utilitzades per referir-se al fet que la persona de la qual es parla té actituds de tipus violentes, irracionals o que actua de manera impulsiva. Encara que també posseeixen connotacions de brutícia, les hi utilitza més amb una visió picaresca i fins a de jactància.
També existeix una clara tendència a denominar a tots els pobles originaris amb el terme «indi», o «indígena», sense precisar a quin s'està referint el parlant, fins i tot coneixent-ho. Aquest costum és general i no solament per als argentins i es relaciona estretament amb la conducta d'invisibilització de les cultures i ètnies no europees.

### «Mestizo»
La paraula «mestizo» (mestís) es fa servir poc en la parla quotidiana, encara que és relativament usual utilitzar-la en ciències socials i històriques, en alguns casos amb connotacions racistes, encara que biològicament avui se sap que no existeixen persones «pures», i diversos investigadors han replantejat el concepte de mestís per referir-se a qualsevol intercanvi d'ADN així com diversos pensadors sostenen que tots els pobles i races són el resultat de mestissatges anteriors.
La idea racista del mestissatge subsisteix encara en certs sectors, al començament del segle XXI, com podria reflectir el recent debat sobre l'eventual condició de mestís de José de San Martín, un dels pares de la pàtria. En aquest sentit l'historiador Hugo Chumbita va sostenir que «ha existit i hi ha encara resistència a revisar la història oficial per la idea que, en cas de corroborar-se l'origen mestís de Sant Martín, es rebaixaria la seva imatge».
En sentit similar s'informa en un article periodístic que «“si el pare de la Pàtria és un mestís bastardo, Argentina també ho és”, es queixaven les veus conservadores».

## Racisme «blanc-europeista» i l'article 25 de la Constitució Nacional
A l'Argentina s'ha construït una difusa ideologia racista fundada en la supremacia europea.
Aquesta ideologia tendeix a sostenir que Argentina és un país poblat per immigrants europeus «baixats dels vaixells», als quals sol denominar-se-li «els nostres avis», que van establir un tipus especial de població europea, no sud-americana, i «blanca».
Complementàriament, aquesta ideologia tendeix a considerar com a poc rellevant, i eventualment indesitjable, tota influència cultural de poblacions relacionades amb els pobles originaris, africans, llatinoamericans, o asiàtics. El racisme blanc-europeista argentí té similituds amb la política d'Austràlia Blanca portada avanci des de principis del segle XX.
El racisme blanc-europeista argentí s'ha organitzat des de l'Estat i té un fonament legal en l'article 25 de la Constitució Nacional inspirat per Alberdi que estableix una diferència entre «immigració europea» (que ha de ser fomentada) i immigració no europea.
| «                                     | Article 25: El Govern federal fomentarà la immigració europea; i no podrà restringir, limitar ni gravar amb impost algun l'entrada al territori argentí dels estrangers que portin per objecte llaurar la terra, millorar les indústries, i introduir i ensenyar les ciències i les arts. | » |
| — Constitución de la Nación Argentina | |   |

El mateix Alberdi, pare de la Constitució Argentina de 1853, explicava els fonaments de la discriminació en el seu llibre Basis i punts de partida per a la reorganització nacional (1852):
| «                       | Feu passar el trencat, el gaucho, el cholo, unitat elemental de les nostres masses populars per totes les transformacions del millor sistema d'instrucció; en cent anys no fareu d'ell un obrer anglès que treballa, consumeix, viu digna i confortablement. | » |
| — Juan Bautista Alberdi | |   |

 La discriminació entre immigració europea i no europea que estableix l'article 25 de la Constitució va ser mantinguda per totes les reformes constitucionals realitzades (1860, 1868, 1898, 1949, 1957, 1972 i 1994). Originalment aquesta ideologia s'havia configurat de manera tal d'incloure als espanyols, italians, i jueus dins del grup indesitjable, sostenint que les «races que podien millorar l'espècie» a Argentina, eren aquelles que provenien del nord-oest d'Europa, principalment d'Anglaterra i França, els països més progressistes en aquell temps.
Alberdi proposava que l'idioma nacional anés el francès, perquè pensava que les tradicions hispàniques i cristianes eren contràries al progrés.
| «                       | Governar és poblar en el sentit que poblar és educar, millorar, civilitzar, enriquir i engrandir espontània i ràpidament, com ha succeït als Estats Units. Mes per civilitzar per mitjà de la població cal fer-ho amb poblacions civilitzades; per educar a la nostra Amèrica en la llibertat i en la indústria cal poblar-la amb poblacions de l'Europa més avançada en llibertat i en indústria... hi ha estrangers i estrangers; i que si Europa és la terra més civilitzada de l'orbe, hi ha a Europa i en el cor de les seves brillants capitals mateixes, més milions de salvatges que en tota l'Amèrica del Sud. Tot el que és civilitzat és europeu, almenys d'origen, però no tot l'europeu és civilitzat; i es concep perfectament la hipòtesi d'un país nou poblat amb europeus més ignorants en indústria i llibertat que les hordes de la Pampa o del Chaco. | » |
| — Juan Bautista Alberdi | |   |

| «                       | Amb tres milions d'indígenes, cristians i catòlics, no realitzaríeu la república certament. No la realitzaríeu tampoc amb quatre milions d'espanyols peninsulars, perquè l'espanyol pur és incapaç de realitzar-la allà o aquí. Si hem de compondre la nostra població per al nostre sistema de govern, si ha de ser-nos més possible fer la població per al sistema proclamat que el sistema per a la població, és necessari fomentar en el nostre sòl la població anglosaxona. Ella està identificada amb el vapor, el comerç i la llibertat, i ens serà impossible radicar aquestes coses entre nosaltres sense la cooperació activa d'aquesta raça de progrés i de civilització. | » |
| — Juan Bautista Alberdi | |   |

No obstant això, amb el pas del temps, el fracàs del govern a atreure immigració massiva d'aquests tres països, i per contra, davant el fet consumat de la immigració de grans contingents d'italians i en menor proporció d'espanyols, la ideologia racista va acabar per incloure també a aquests grups com a «europeus» i «blancs». Aquesta tendència va ser enfortida recentment amb l'ingrés d'Itàlia, i sobretot Espanya, a la Unió Europea. Per contra, pel que fa als jueus, la ideologia racista argentina es va ser consolidant com a antisemita, amb el pas del temps. El punt més alt d'aquesta tendència va ser l'ordre secreta del canceller del president Roberto Marcelino Ortiz el 1938 per negar les vises als jueus.
Entre els principals inspiradors del racisme argentí es troben Domingo Faustino Sarmiento, Juan B. Alberdi, José Enginyers, José María Ramos, etc. Més recentment, els governs militars van elaborar textos i polítiques inspirades en aquest peculiar racisme argentí, que van reforçar la ideologia i li van donar connotacions polítiques.
Domingo Faustino Sarmiento, que va ser president durant la gran epidèmia de febre groga a Buenos Aires i la Guerra de la Triple Aliança, fets als quals se li assigna l'extermini dels afroargentinos, va escriure en 1848 en el seu diari de viatge als Estats Units:
| « | La conformació del racisme blanc-europeista argentí com a ideologia de l'Estat inspirada en la Constitució ha utilitzat les polítiques públiques i en particular la política educativa per al seu arrelament i difusió en la població. Una manera àmpliament utilitzada per l'Estat per establir la naturalesa «blanca-europea» de l'Argentina són les polítiques destinades a «invisibilitzar» tota cultura o ètnia no considerada oficialment com a «blanca-europea». Aquest mecanisme és tractat més endavant en un subtítol especial. | » |

Referent a això, una fita important a la tradició «europeitzant» va ser la publicació el 1904 de la novel·la Alegre per part de l'escriptor Hugo Wast. Alegre tracta la història d'un jove immigrant africà portat com a esclau a aquestes ribes, i desafia el mandat d'invisibilitat de la cultura local conservadora que pretenia negar-li als negres una part de la identitat nacional. Inspirat en la coneguda novel·la abolicionista La cabanya de l'oncle Tom, Alegre és una novel·la que tracta a un africà de pell negra esclau en aquestes terres com el protagonista de la història i l'heroi.
L'historiador Ezequiel Adamovsky, en un article titulat «Gringos y negros», publicat en 2008, ha assenyalat la profunditat dels fenòmens racistes a Argentina i la seva imbricació amb el conflicte social. Adamovsky sosté que:
| «                     | A l'Argentina, la jerarquia que dona els diners coincideix gairebé perfectament amb la qual dona el color de la pell. Existeixen diversos motius històrics per a aquesta superposició de la classe amb la «raça». Un, no menor, és que les elits que al segle xix van organitzar el país van prendre decisions econòmiques i polítiques que van acabar beneficiant més als immigrants europeus que elles mateixes van convocar, que als nadius d'aquest sòl... L'ocultació de la «negritud» sota el mite de l'Argentina blanca va ser i segueix sent una forma de racisme implícit. Però atès que «els negres» es van fer notar en la història nacional, el racisme es va manifestar de manera més explícita... Encara que seguim negant-nos a reconèixer-ho, la societat argentina està dividida segons línies de classe i de color de pell que existeixen des de fa molt temps. | » |
| — Ezequiel Adamovsky. | |   |